# 板獄門
板獄門（いたごくもん）は、江戸時代、堂島米会所の仲買人に下される処分のひとつ。

## 概略
堂島米会所の仲買人が、藩の蔵屋敷の払米入札に際して、無敷返米（落札しながら敷銀をいれることができない）や、敷銀流返米（敷銀をいれて期日に代金を払い得ない）を行ったために、落札が無効となり、将来、その蔵屋敷の蔵名前（その蔵屋敷に出入りし得る仲買をいう）から削除されるという処分である。
板獄門と呼ぶ由来は、次のような看板を出して、将来の入札の権利を剥奪されたからである。
○月○日札
無敷返米人 ○屋○兵衛
敷銀流返米の場合も、同様の看板が出された。仲買人はこの処分にあうことを、もっとも恥辱とした。